# 빈 베이커
빈센트 러몬트 "빈" 베이커(영어: Vincent Lamont "Vin" Baker, 1971년 11월 23일~)는 미국의 은퇴한 농구 선수로 선수 시절 포지션은 파워 포워드와 센터이다. 전미 농구 협회(NBA)의 밀워키 벅스, 시애틀 슈퍼소닉스, 보스턴 셀틱스, 뉴욕 닉스, 휴스턴 로키츠, 로스앤젤레스 클리퍼스에서 9시즌 동안 활약했으며, 올스타팀에 4회 선정되었다. 또한 미국 국가대표팀의 일원으로 2000년 하계 올림픽에서 금메달을 획득했다.
현재 밀워키 벅스의 코치를 맡고 있다.